# 군인 황제 시대
군인 황제 시대 또는 제국의 위기(235년 ~ 284년)라고도 알려진 3세기의 위기는 로마 제국이 거의 붕괴될 뻔한 기간이었다. 이 위기는 아우렐리아누스의 군사적 승리와 디오클레티아누스의 즉위와 284년 그의 개혁 실행으로 위기는 끝이났다.
그 위기는 235년 황제 세베루스 알렉산더가 그의 군대에 의해 암살되면서 시작되었다. 그 후 50년 동안, 제국은 야만인의 침략과 로마 영토로의 이주, 내전, 농민 반란, 정치적 불안정의 복합적인 압력을 보았고, 다수의 찬탈자들이 권력을 위해 경쟁했다. 이것은 통화의 약화와 경제 붕괴로 이어졌고, 키프로스의 전염병이 그 무질서에 기여했다. 로마의 군대는 시간이 지나면서 "포데라티"로 알려진 야만인 용병들의 영향력 증가에 더 의존하게 되었다. 명목상으로는 로마를 위해 일했지만, 그 분야의 로마 지휘관들은 점점 더 독립적이 되었다.
268년까지 제국은 갈리아 제국(갈리아, 브리타니아, 히스파니아의 로마 속주 포함), 팔미라 제국(시리아 팔레스티나와 아이굽투스의 동부 속주 포함), 그리고 그들 사이에 이탈리아 중심의 로마 제국 고유의 세 개의 경쟁 국가로 분열되었다.
황제의 칭호를 주장하는 사람들은 적어도 26명이었는데, 대부분 로마의 저명한 장군들이었고, 그들은 제국 전체 또는 일부에 대한 제국의 권력을 장악했다. 이 기간 동안 같은 수의 남자들이 로마 원로원에 의해 황제로 받아들여졌고 그래서 합법적인 황제가 되었다. 후에, 아우렐리아누스(270년 ~ 275년)는 군사적으로 제국을 재통합했다. 위기는 디오클레티아누스와 그의 로마 제국 정부의 구조조정과 함께 284년에 끝났다. 이것은 150년 동안 제국을 경제적, 군사적으로 안정시키는 데 도움을 주었다.
이 위기는 제국의 제도, 사회, 경제 생활 및 종교에 심각한 변화를 초래하여 대부분의 역사학자들에게 고전 고대와 후기 고대의 역사적 시기 사이의 전환을 정의하는 것으로 점점 더 인식되고 있다.

## 같이 보기
- 바가우다이
- 센고쿠 시대: 일본 역사상 비슷한 시기
- 전국 시대 및 삼국 시대: 중국 역사에서 비슷한 시기(후자는 대략 3세기의 위기와 동시대)
- 쥬블랭 고고학 유적: 현재 프랑스 서부에 있는 위기의 일부 영향을 문서화함.

## 참고 문헌
- Allen, Larry (2009). 《The Encyclopedia of Money》 2판. Santa Barbara, CA: ABC-CLIO. 346–348쪽. ISBN 978-1598842517.
- Davies, Glyn (1997) [1994]. 《A History of Money: From Ancient Times to the Present Day》 Reprint판. Cardiff: University of Wales Press. 95–99쪽. ISBN 978-0708313510.
- Olivier Hekster, Rome and Its Empire, AD 193–284 (Edinburgh, 2008). ISBN 978 0 7486 2303 7.
- Klaus-Peter Johne (ed.), Die Zeit der Soldatenkaiser (Akademie Verlag, Berlin 2008).
- Lot, Ferdinand. End of the Ancient World and the Beginnings of the Middle Ages (Harper Torchbooks Printing, New York, 1961.  First English printing by Alfred A. Knopf, Inc., 1931).
- Moss, H. St. L. B. The Birth of the Middle Ages (Clarendon Press, 1935, reprint Oxford University Press, January 2000). ISBN 0-19-500260-1.
- Watson, Alaric. Aurelian and the Third Century (Taylor & Francis, 2004) ISBN 0-415-30187-4
- White, John F. Restorer of the World: The Roman Emperor Aurelian (Spellmount, 2004) ISBN 1-86227-250-6